# 鎌田守恭
鎌田 守恭（かまだ もりやす、1948年6月27日 - ）は日本の政治家。自民党所属の香川県議会議員。当選9回。

## 経歴
- 1948年6月27日に香川県高松市に生まれる。
- 1991年4月、香川県議会議員初当選。2023年選挙まで9回当選。
- 2009年4月、香川県議会議長に就任。

## 所属委員会
- 環境建設常任委員会
- 県立アリーナ整備等に関わる特別委員会

## 役職
- 四国地方保護観察協議会連合会 会長
- 香川県計量協会 会長
- 香川県ウエイトリフティング協会 会長
- 香川県フェンシング協会 会長
- 高松市ソフトボール協会 会長
- 高松刑務所篤志面接委員会後援会 会長
- 香川県JC議員連盟 会長

## 過去の役職

### 県議会関係
- 議長
- 経済常任委員会 副委員長
- 県庁舎等整備促進特別委員会 副委員長
- 土木常任委員会 副委員長
- 都市開発整備対策特別委員会 副委員長
- 文教厚生常任委員会 副委員長
- 都市開発整備対策特別委員会 委員長
- 都市開発整備対策特別委員会 委員長
- 土木常任委員会 委員長
- 議会運営委員会 副委員長
- 自民党議員会 政務調査会長
- 議会運営委員会 副委員長
- 環境建設常任委員会 委員長
- 香川県	監査委員
- 総務常任委員会 委員長

### その他
- (社)日本青年会議所 監事
- (社)高松青年会議所 理事長
- 日本学生卓球連盟	参事
- 四国学生卓球連盟	会長

## 活動
高松中心市街地を地盤としている数少ない県議会議員の一人。高松中央商店街の再開発を始めとした市街地活性化や観光振興に積極的に取り組んでいる。香川漆器にも造詣が深く漆芸振興策を訴えている。